# 중국의 의료
중국의 의료는 20세기와 21세기에 걸쳐 공공 및 민간 의료 기관과 보험 프로그램을 활용하여 기본적인 변화를 겪었다. 2020년 기준으로 인구의 약 95%가 최소한 기본 건강 보험에 가입되어 있다. 그럼에도 불구하고, 공공 건강 보험은 일반적으로 의료 비용의 약 절반만 보상하며, 중대하거나 만성 질환의 경우 그 비율이 더 낮다. 중국 정부는 2020년까지 모든 거주자에게 저렴한 기본 의료를 제공하기 위해 노력하고 있다. 또한 많은 중국인들은 전통 중의학을 사용한다. 일부는 후진적이고 비효율적이라고 생각하고 다른 사람들은 저렴하고 효과적이며 문화적으로 적절하다고 생각한다. 중국은 또한 건강 관련 다국적 기업의 주요 시장이 되었다. 여러 의료기업이 중국 시장에 진출하며 폭발적인 성장을 경험했다. 중국은 또한 의료 연구 및 개발을 위한 성장 허브가 되었다.
위의 내용은 중국 대륙에 적용된다. 홍콩과 마카오의 특별행정구는 독자적인 보편적 의료 시스템을 유지하고 있다. 

## 역사
중의학 (TCM)은 수년 동안 시행되어 왔으며 대부분의 역사 동안 중국에서 건강 관리의 기초 역할을 했다. 서양에서 영감을 받은 근거중심의학은 19세기부터 중국에 전파되었다. 1949년 공산당이 집권했을 때 의료가 국유화되었고, 기초 건강 및 위생 교육을 다루기 위한 전국적인 "애국 건강 캠페인"이 시도되었으며, 맨발의 의사 및 기타 국가 후원 프로그램을 통해 기초 1차 진료가 농촌 지역에 파견되었다. 도시 의료도 간소화되었다. 그러나 1978년 경제 개혁을 시작으로 중국의 건강 수준은 도시와 농촌, 연안과 내륙 지역 간에 크게 차이가 나기 시작했다. 의료 부문의 많은 부분이 민영화되었다. 국영 기업이 문을 닫고 대다수의 도시 거주자가 더 이상 국가에 고용되지 않게 되면서 사회 보장과 의료 혜택도 많이 잃었다. 그 결과 대부분의 도시 거주자들은 1990년대부터 거의 모든 의료 비용을 자비로 지불했으며 대부분의 농촌 거주자는 단순히 도시 병원에서 의료 비용을 지불할 여력이 없었다.
2006년 이후 중국은 마오쩌둥 시대 이후 가장 중요한 의료 개혁을 단행 했다. 정부는 2005년 NRCMCS(농촌 협동 의료 시스템)를 시작하여 특히 농촌 빈곤층에게 더 저렴하게 의료 시스템을 제공할 목적으로 의료 시스템을 전면 개편했다. NRCMCS에 따라 약 8억 명의 농촌 주민들이 기본 의료 혜택을 받았으며 중앙 및 지방 정부는 일반 의료 비용의 30-80%를 부담했다. 의료 보험의 가용성은 도시 지역에서도 증가했다. 2011년까지 중국 전체 인구의 95% 이상이 기본 건강 보험에 가입했지만, 특히 어린이들 사이의 심각한 질병에 있어서는 본인 부담 비용과 치료의 질이 상당히 다양했다. 베이징, 상하이 및 기타 주요 도시의 의료 기반 시설은 선진국 수준에 근접했으며 시골 지역에서 운영되는 의료 기반 시설에 비해 월등히 우수했다.

## 현재 의료 시스템
모든 주요 도시에는 다양한 분야의 전문 병원이 있으며 현대적인 시설을 갖추고 있다. 중국의 모든 도시에는 공립 병원과 진료소가 있다. 품질은 위치에 따라 다르다. 가장 좋은 치료는 일반적으로 공공 도시 수준 병원에서 찾을 수 있으며 그 다음은 소규모 지역 수준 클리닉이다. 대부분의 VIP 병동은 또한 외국인에게 의료 서비스를 제공하며 영어를 할 수 있는 의사와 간호사가 있다. VIP 병동은 일반적으로 다른 병원 시설보다 높은 가격을 부과하지만 여전히 서구 표준에 따르면 여전히 저렴한 경우가 많다. 현대 의료를 제공하는 의료 시설 외에도 중국 전통 의학도 널리 사용되며 전국에 한방 병원과 치료 시설이 있다. 비용은 다양하지만 치과 치료, 성형 수술 및 서양 표준의 기타 건강 관련 서비스는 도시 지역에서 널리 이용 가능하다. 
역사적으로 농촌 지역에서는 일부 농촌 지역이 다른 지역보다 훨씬 더 높은 품질의 의료 서비스를 제공받기는 했지만 대부분의 의료 서비스는 제대로 훈련받지 못한 의료 인력과 의료 장비 또는 약품이 거의 없는 기초적인 치료를 제공하는 클리닉에서 제공되었다. 그러나 농촌 의료 서비스의 질은 2009년 이후 극적으로 향상되었다. 도시의 병원에 가기 위해 먼 거리를 이동할 수 없는 농촌 지역 주민들을 위한 의료는 정부가 부담하는 환자의 집으로 이동하는 가정의가 제공하는 추세가 증가하고 있다.
중국 도시 지역의 의료 시스템 개혁은 활용에 대한 우려를 불러일으켰다. 그러나 2012년 연구에 따르면 보험에 가입한 환자는 개인 진료소를 이용할 가능성이 적고 센터를 이용할 가능성이 더 높은 것으로 나타났다.
2003년과 2011년 사이의 횡단면 연구에 따르면 건강 보험 보장 범위가 눈에 띄게 증가했으며 입원 환자 상환에는 사용 및 보장 범위가 증가했다. 서비스 이용의 증가는 농촌 지역과 병원에서 특히 중요하다. 보험 적용 범위, 입원 환자 상환, 기본 의료 서비스, 특히 병원 전달, 외래 및 입원 치료 이용에 대한 평등한 접근을 달성하는 데 큰 진전이 있었다.
최근 도시화와 함께 건강관리에 대한 관심이 많이 바뀌고 있다. 도시화는 중국의 인구 건강을 개선할 수 있는 기회(예: 향상된 의료 서비스 및 기본 기반 시설에 대한 접근)와 대기 오염, 직업 및 교통 위험을 포함한 실질적인 건강 위험, 식단 및 활동 변경으로 인한 위험을 일으킨다. 전염성 감염에 대해서도 다시 집중해야 한다.

## 자원
2005년 중국에는 약 1,938,000명의 의사(1,000명당 1.5명)와 약 3,074,000개의 병상(1,000명당 2.4명)이 있었다. 구매력 평가(PPP) 기준의 의료비는 2001년 1인당 미화 224달러로 국내총생산(GDP)의 5.5%였다.  2001년 중국에서 공공 지출의 약 37.2%가 의료에 사용되었다. 그러나 보건의료 서비스의 약 80%가 도시에 집중되어 있고, 농촌 지역의 1억 명 이상의 사람들이 적시에 의료를 이용할 수 없다. 이러한 불균형을 상쇄하기 위해 중국은 2005년 5개년 계획을 수립하여 200억 위안 (RMB, 24억 달러)을 투자하여 마을 진료소와 향 및 현급 병원으로 구성된 농촌 의료 서비스 시스템을 재건했다. 2018년까지 이 목표는 완료되었고 국가에는 총 309,000명의 일반의(10,000명당 2.22명)가 있다.
중국에는 의사와 간호사가 부족하다. 더 많은 의사가 훈련을 받고 있지만 대부분은 시골을 떠나 도시를 선호하여 농촌 지역에 심각한 부족을 남기는 것을 목표로 한다.
2016년에는 베이징 퉁런 병원 과 북경대학교 제1병원에서 티켓 재판매 가 널리 행해진 것으로 보고되었다. 외래진료를 위한 사전 티켓은 병원에서 200위안에 팔고 있지만 최고 3000위안에 팔고 있다. 안과 의사는 예약 비용이 의사의 기술과 경험의 경제적 가치를 반영하지 않으며 스캘퍼가 시장에서 지불할 준비가 된 가격으로 의사의 예약을 판매하고 있다고 언급했다.

## 의료 훈련
중국의 의학 교육 시스템은 영국 모델을 기반으로 한다. 일부 의과대학은 3년제를 운영하는 반면, 병원에서는 5년제를 졸업한 의사를 모집하는 경향이 있는 반면, 유명병원은 MD만 인정하기 때문에 학부 5년을 포함해 7년 과정이 필요하다. 의학 박사 학위 수료. 의대를 졸업하면 대학 부속 병원에서 1~3년 동안 일해야 하며, 그 후 국가에서 실시하는 의사 자격증을 위한 국가 의료 면허 시험(NMLE)에 응시할 수 있다. 건강 검진 센터(NMEC). 합격하면 전문의가 되어 보건부 인증을 받다. 중국에서 보건부의 인증 없이 의사 또는 보조의로 개업하는 것은 불법이다. 의사는 5년 동안 개업을 하면 자신의 진료소를 개업할 수 있다.

## 전통의학과 현대의학
중국은 현존하는 문명의 의학 기록 중 가장 오래 기록된 역사를 가지고 있는 곳 중 하나이다. 중의학의 방법과 이론은 2천 년 이상 발전해 왔다. 서양 의학 이론과 실천은 19세기와 20세기에 중국에 전해졌으며, 특히 선교사와 함께 북경 연합 의과 대학을 설립한 록펠러 재단의 노력을 통해 전해졌다. 오늘날 중국 전통의학은 서양 의학과 함께 계속되고 있으며 서양 의학 교육을 받은 전통 의사는 때때로 중국 시골의 진료소와 약국에서 1차 진료를 제공한다. 부드러운 운동과 명상을 결합한 기공과 같은 다양한 전통적 예방 및 자가 치유 기술은 전문적인 건강 관리의 보조 수단으로 널리 시행되고 있다.
중국의 전통 의학은 중국 지도층에 의해 강력하게 장려되었고 의료의 주요 구성 요소로 남아 있었지만 서양 의학은 1970년대와 1980년대에 점점 더 많이 수용되었다. 예를 들어, 1976년에서 1981년 사이에 서양의학 교육을 받은 의사와 약사의 수는 225,000명이 증가한 것으로 보고되고, 서양의학 교육을 받은 의사 보조원은 약 50,000명 증가했다고 한다. 1981년에 보고된 바에 따르면 516,000명의 수석 의사가 양의학을 전공했고 290,000명의 수석 의사가 중국 전통 의학을 수련했다. 중국 의료 전문가의 목표는 전통적 접근과 서양적 접근의 최고의 요소를 종합하는 것이다.
그러나 실제로 이 조합이 항상 원활하게 작동하는 것은 아니다. 많은 면에서 전통 의학에서 훈련을 받은 의사와 서양 의학에서 훈련을 받은 의사는 서로 다른 이해 관계를 가진 별개의 그룹을 구성한다. 예를 들어, 서양 의학에서 훈련을 받은 의사는 비과학적인 전통적 관행을 받아들이는 것을 다소 꺼려했고, 전통적 의사는 자신의 영역에서 권위를 유지하려고 노력했다. 서양의학 교육을 제공한 한의과대학에서 전통의학 교육도 제공했지만 1980년대 중반에는 두 분야 모두에서 유능한 의사가 상대적으로 적었다.
주요 병원에서 전통적 치료 방법과 서양 치료 방법이 결합되고 통합되는 정도는 매우 다양했다. 일부 병원과 순수 전통 의학의 의과 대학이 설립되었다. 대부분의 도시 병원에서 전통과 서양 치료를 위해 별도의 부서를 설치하는 패턴으로 보였다. 그러나 카운티 병원에서는 전통 의학이 더 강조되었다.

## 일차 진료
1949년 이후 공중보건부는 모든 보건의료 활동을 책임지고 보건정책의 모든 측면을 수립하고 감독하였다. 국가, 도 및 지방 시설 시스템과 함께 부처는 산업 및 국영 기업 병원 및 해당 기업 근로자의 건강 요구를 다루는 기타 시설의 네트워크를 규제했다. 1981년에 이 추가 네트워크는 국가 전체 의료 서비스의 약 25%를 제공했다.
의료는 3계층 시스템을 통해 농촌과 도시 모두에서 제공되었다. 농촌 지역에서 첫 번째 계층은 마을 의료 센터에서 일하는 맨발의 의사들로 구성되었다. 그들은 1,000명당 평균 2명의 의사와 함께 예방 및 1차 진료 서비스를 제공했다. 특히 농촌 지역에서 의료 제공자로서의 중요성을 감안할 때 정부는 조직화된 교육과 연례 면허 시험을 통해 성과를 개선하기 위한 조치를 도입했다. 다음 수준에는 타운십 보건 센터가 있었는데, 주로 각각 약 10,000~30,000명을 수용하는 외래 환자 진료소로 기능했다. 이 센터에는 각각 10개에서 30개의 병상이 있었고 직원 중 가장 자격을 갖춘 구성원은 보조 의사였다. 두 개의 하위 계층이 국가 의료의 대부분을 제공하는 "농촌 집단 의료 시스템"을 구성했다. 가장 심각한 환자들만이 세 번째이자 마지막 단계인 카운티 병원으로 이송되었으며, 각 병원에는 각각 200,000~600,000명의 사람들이 진료했으며 5년제 의과대학 학위를 소지한 상급 의사들이 근무했다. 농촌 지역의 의료 서비스 이용률은 농촌 가구의 소득 증가와 건강에 대한 정부의 상당한 재정 투자의 결과로 증가하는 것으로 나타났다. 도시 지역의 의료는 공장과 인근 보건소에 배정된 준의료 인력에 의해 제공되었다. 보다 전문적인 진료가 필요한 경우 환자를 지방병원으로 이송하고, 가장 심각한 경우는 시립병원에서 처리했다. 더 높은 수준의 치료를 보장하기 위해 많은 국영 기업과 정부 기관에서 직원을 구급 병원이나 시립 병원으로 직접 보내 응급 의료 또는 맨발의 의사 단계를 우회했다. 그러나 중국의 1차 의료는 의도한 대로 발전하지 못했다. 주요 장벽은 적절한 자격을 갖춘 의료 전문가의 부족이었다.

## 중국의 원격진료
중국의 원격 진료는 2014년 의사-환자 간의 비대면 진료를 허용한 이후 2019년 의약품 온라인 판매를 허용하고 2021년 국가 장기 발전 전략에 원격 의료 산업 육성을 포함시키는 등 원격 의료에 대한 규제를 완화하고 있다. 현재 중국은 의사-환자 간의 비대면 진료 뿐만 아니라 원격 환자 모니터링, 온라인 의약품 판매, 원격 플랫폼을 통한 의사의 수술 참여 등도 가능하다고 하는데 이 덕분에 중국의 원격 의료 시장은 꾸준히 성장해 6년 전보다 시장 규모가 8.5배 커져 2021년에는 346억 9000만위안(약 6조 7887억원)에 달하며 원격 의료 수단을 이용하는 이용자 수도 2021년에는 약 7억 명에 달했다. 김욱 건국대 교수의 말에 따르면 중국은 코로나19라는 기회를 잘 활용하여 국가적으로 낙후되었던 원격 의료 산업의 국제적 경쟁력을 크게 키워 나갔고, 중국 중앙,지방 정부의 적시적이고 적극적인 원격 의료 생태계 구축 정책과 이에 발맞춘 기업들의 발 빠른 혁신을 눈여겨볼 필요가 있다고 지적한 바가 있다.

### 초음파 검사 로봇
중국의 원격진료 중 하나인 초음파 검사 로봇은 의사가 없는 농촌지역 환자의 초음파 검사를 수행할 수 있도록 만든 중국의 원격진단시스템이다. 해당 제품은 원격지 의사가 병원에 있는 초음파 진단기 프로브를 이동시키며 검사를 수행하면 그 움직임을 원격진단로봇이 똑같이 수행하여 간호사의 보조를 받아 환자의 초음파 검사가 이뤄지는 원리를 지니고 있다. 왕슈이엔 브랜딩 디렉터는 한국과 달리 중국은 원격진료가 허용되고 정부에서도 적극 장려하고 있다고 밝혔으며 그는 중국 의료기관에서의 X-ray,CT,MRI 등이 진단검사 가운데 초음파 검사가 약 72%를 차지할 만큼 가장 보편적으로 시행되고 있지만 정작 초음파 검사를 수행할 수 있는 의사는 부족하고 더욱이 농촌지역의 경우 의사 없이 간호사만 있는 곳이 많기 때문에 초음파 검사 로봇의 필요성을 강조했다.